# Phil Hankinson
Phil Hankinson (Augusta, 26 luglio 1951 – Contea di Shelby, 19 novembre 1996) è stato un cestista statunitense, professionista nella NBA.

## Carriera
Venne selezionato dai Boston Celtics al secondo giro del Draft NBA 1973 (35ª scelta assoluta).

## Palmarès
- Campionato NBA: 1

Boston Celtics: 1974